# Attaque du MT Sounion
m
- Attaque de drones de Taba et Nuweiba
- Détournement du Galaxy Leader
- Opération Gardien de la prospérité
  - Frappes au Yémen
- Attaque du Maersk
- Bombardement du Marlin Luanda
- Opération Aspide
- Naufrage du Rubymar
- Attaque du Sounion

Les attaques contre le MT Sounion font référence aux attaques des Houthis contre un pétrolier grec et au déversement de pétrole brut qui en résulte dans la mer Rouge. Au moment de la première attaque le 22 août 2024, le tanker transporte environ 150 000 tonnes de pétrole. Une marée noire est provoquée par de nouvelles explosions le visant, s'ensuit plusieurs incendies et le déversement du pétrole brut enflammé dans l'océan, qui, selon la force d'intervention militaire Aspides de l'Union européenne, représente un risque environnemental grave pour la biodiversité complexe de la région marine.

## Contexte
La crise de la mer Rouge, commence le 19 octobre 2023, lorsque le mouvement Ansar Allah (soutenu par l’Iran) au Yémen lance des missiles et des drones armés sur Israël, exigeant la fin de l’invasion de la bande de Gaza,. Les Houthis ont depuis saisi et lancé des attaques aériennes contre des dizaines de navires marchands et de navires de guerre dans la mer Rouge, déclenchant des centaines de frappes aériennes sur des sites de missiles et d’autres cibles par les forces américaines et alliées. La crise est liée à la guerre entre Israël et le Hamas, au conflit par procuration entre l’Iran et Israël, au conflit par procuration entre l’Iran et les États-Unis et à la crise yéménite.
Les combattants de l'organisation armée politico-religieuse chiite yéménite, qui s’opposent au gouvernement internationalement reconnu du Yémen, contrôlent depuis 2014 une partie considérable du territoire du pays le long de la mer Rouge. Peu après le début de la guerre entre Israël et le Hamas, le groupe allié au Hamas se met à lancer des missiles et des drones sur Israël. Les combattants houthis tirent également sur des navires marchands de divers pavillons dans la mer Rouge, et en particulier à Bab-el-Mandeb, la porte maritime sud du canal de Suez en Égypte et donc un point d’étranglement de l’économie mondiale. Le groupe déclare qu’il n'arrêtera pas ses actions tant qu’Israël fera la guerre au Hamas,.
Les Houthis affirment qu'ils considèrent tout navire lié à Israël comme une cible,,, y compris les navires de guerre américains et britanniques, mais ceux-ci attaquent également sans discrimination les navires de nombreuses nations,. D'octobre 2023 à mars 2024, les Houthis ont attaqué plus de 60 navires en mer Rouge. Pour éviter ces attaques, des centaines de navires commerciaux sont déroutés pour contourner l'Afrique du Sud.
Les attaques des Houthis en mer Rouge suscitent une réponse militaire de la part de plusieurs pays. En janvier 2024, le Conseil de sécurité de l’ONU adopte la résolution 2722, condamnant les attaques des Houthis et affirmant la liberté de navigation. L’opération Prosperity Guardian, menée par les États-Unis, est lancée pour protéger la navigation en mer Rouge. Depuis le 12 janvier, les États-Unis et le Royaume-Uni mènent des frappes aériennes conjointes contre les Houthis, tandis que d’autres pays patrouillent indépendamment dans les eaux proches du Yémen, attaquant les navires houthis en mer Rouge. Sans se laisser décourager, le général de brigade des forces armées yéménites Yahya Saree déclara en mai : « Nous ciblerons tous les navires se dirigeant vers les ports israéliens de la mer Méditerranée dans toute zone que nous pourrons atteindre ».

## MTSounion
Le Sounion est un pétrolier construit en novembre 2006 par le constructeur naval sud-coréen HD Hyundai Samho (en) Battant pavillon grec, son port d'attache est situé au Pirée,,. Il est exploité par Delta Tankers (en), basé à Athènes, dont les navires Delta Blue et Delta Atlantica ont déjà été attaqués par les Houthis.

## Attaque
Le 21 août 2024, le pétrolier Sounion, long de 274 mètres, appartenant à Delta Tankers (en) et doté d'un équipage de 25 Philippins et Russes, ainsi que de quatre membres du personnel de sécurité, est pris pour cible par des combattants Houthis alors qu'il se trouve près de l'embouchure de la mer Rouge. Deux navires d'attaque rapides de l'organisation armée yéménite engagent un échange de tirs avec les gardes armés du Sounion avant que trois projectiles ne frappent le pétrolier. L'attaque initiale provoque un incendie à bord rapidement éteint, mais entraîne cependant une panne de moteur et la perte de propulsion,. Le pétrolier était en route de Bassora, en Irak, vers la raffinerie de pétrole d'Ágii Theódori en Grèce. L'équipage entier est secouru par l'opération militaire navale Aspides de l'Union européenne alors que le navire dérive à environ 77 milles nautiques à l'ouest du port d'Al-Hodeïda. La frégate française Chevalier Paul évacue l'équipage vers Djibouti le 22 août 2024,. Pendant l'opération de sauvetage, le Chevalier Paul détruit un navire rempli d'explosif lancé contre le tanker à l'aide de ses canons Narwhal de 20 mm.

### Explosions
Dans la soirée du 23 août, les Houthis diffusent des vidéos montrant à distance trois explosions massives simultanées sur le navire. La source des explosions semble être des explosifs placés sur le navire par les Houthis plutôt que des frappes de missiles ou de drones, en raison des explosions simultanées. La destruction délibérée d'un navire abandonné marque un changement apparent dans la tactique de l'organisation face à la crise de la mer Rouge par rapport au naufrage précédent du Rubymar en février 2024 et du Tutor en juin 2024.

## Fuites de pétrole
Selon la mission Aspides au 23 août, les explosions ont créé une « menace environnementale importante en raison du volume important de pétrole brut à bord » qui pourrait gravement endommager le divers écosystème marin de la mer Rouge, et avertit tous les navires à proximité de ne prendre aucune mesure pouvant détériorer la situation. Une vidéo prise par les combattants houthis du navire en feu montre du pétrole en flammes se déversant dans la mer depuis le haut et le côté du pétrolier peu de temps après les explosions. Au moment des explosions, le Sounion transportait environ 150 000 tonnes de cargaison de pétrole, ce qui est à peu près la quantité maximale qu'il peut transporter. Dans la nuit du 23 août, la Royal Navy constate au moins cinq incendies sur le pont principal toujours en cours alors que le navire continue de dériver.
Selon le porte-parole du département d'État américain, Matthew Miller (en), les dommages causés pourraient déverser « un million de barils de pétrole en mer Rouge, une quantité quatre fois supérieure à celle de l'Exxon Valdez »,.
Les images satellite de la NASA prises à 10 h 04 UTC le 25 août indiquent des anomalies thermiques en mer aux coordonnées 14° 59′ 24,468″ N, 41° 39′ 17,28″ E, situées à peu près entre Al-Hodeïda au Yémen et Tiyo (en) en Érythrée. Ces relevés impliquent un incendie continu du navire et de sa cargaison de pétrole, ainsi que des dommages prolongés à la coque après les trois grandes explosions.
Le 27 août, le Pentagone signale des fuites de pétrole et un incendie toujours en cours (notamment une partie de la superstructure) depuis les premières attaques menées par les Houthis le 22 août. Les tentatives de deux remorqueurs tiers pour le ramener vers les côtes ont été repoussées face à la menace d'attaque par les Houthis. Le 28 août, l'envoyé de l'Iran auprès des Nations Unies annonce que les Houthis ont finalement accepté une « trêve temporaire » pour permettre aux remorqueurs et aux bateaux de sauvetage d'atteindre le pétrolier. Selon les Houthis, aucune trêve n'a été établie mais ceux-ci acceptent le remorquage du pétrolier en raison de préoccupations humanitaires et environnementales.

## Efforts de sauvetage
Le pétrolier doit être remorqué à partir du 1er septembre, annoncent les Houthis le 31 août.
L'opération débute comme prévu le 2 septembre 2024 mais doit être rapidement abandonnée en raison de conditions dangereuses, annoncent les participants de l'opération Aspides. Des « solutions alternatives » seraient envisagées, ajoutent-ils.
Le 12 septembre 2024, les garde-côtes grecs annoncent que deux remorqueurs du Pirée escortés par un navire de guerre grec et français se trouvent à proximité du pétrolier et commenceront à le remorquer cette semaine,. Une nouvelle tentative débute le 14 septembre 2024. Le pétrolier et son remorqueur Aigaion Pelagos font ensuite route vers le nord après l'envoie d'une équipe de sauvetage à bord malgré des températures dépassant les 200 °C en raison de l'incendie. Celui-ci est finalement remorqué en toute sécurité loin du Yémen le 16 septembre.

## Réactions
Le Pentagone condamne fermement l'organisation yéménite pour avoir délibérément ciblé le pétrolier abandonné et sciemment créé une grave catastrophe environnementale qui pourrait affecter considérablement le Yémen et les moyens de subsistance de ses citoyens.
Selon Matthew Miller, s’exprimant au nom du département d’État américain, les Houthis semblent « déterminés à couler le navire et sa cargaison en mer » et qu’ils sont « prêts à détruire l’industrie de la pêche et les écosystèmes régionaux dont dépendent les Yéménites et d’autres communautés de la région pour leur subsistance ». Miller appelle les autres pays à intervenir afin d’empêcher de nouveaux dommages environnementaux dans la région tout en invoquant les Houthis à cesser leurs actions,.

### Réponse des Houthis
Le porte-parole des Houthis, Yahya Saree, publia une vidéo revendiquant la destruction du tanker par la marine yéménite, qui « constitue une punition pour la compagnie propriétaire du navire pour avoir violé la décision d'interdire l'accès aux ports de la Palestine occupée »,.